# Sunset Blvd
«Sunset Blvd» — песня американской певицы Селены Гомес и американского продюсера Бенни Бланко. Она вышла в качестве второго сингла из их совместного студийного альбома I Said I Love You First. Гомес и Бланко написали песню вместе с Джастином Трантером, Магнусом Ойбергом, Майклом Поллаком, Амандой Ибаньес и Джереми Малвином. Бланко также спродюсировал песню вместе с Хромом Спарксом и Бартом Шуделем. Лейблы SMG Music LLC, Friends Keep Secrets и Interscope Records выпустили песню для скачивания и потокового воспроизведения 14 марта 2025 года.

## Предыстория и релиз
В феврале 2025 года Гомес и Бланко объявили о своём совместном проекте I Said I Love You First. 20 февраля они выпустили лид-сингл «Call Me When You Break Up», а позже намекнули, что до выхода альбома будет выпущена ещё одна песня. 4 марта они представили официальный трек-лист в социальных сетях. Через неделю, 11 марта, они объявили о выходе своей новой песни, «Sunset Blvd».
14 марта 2025 года вышел цифровой и потоковый релизы в качестве сингла, а 20 марта в США вышел 7-дюймовый виниловый сингл.

## Композиция
Описанный как синти-поп и эмбиент-поп номер. «Sunset Blvd» был вдохновлён первым свиданием Гомес и Бланко на одноимённой улице в Лос-Анджелесе.

## Видеоклип
14 марта 2025 года песня «Sunset Blvd» была выпущена для скачивания и потокового воспроизведения, сопровождаемая официальным клипом, снятым канадским режиссёром Петрой Коллинз. Гомес черпала вдохновение в культовой классике, создавая в клипе эстетику викен 80-х. Её причёска и макияж отдавали дань уважения фильму Фрэнсиса Форда Копполы 1982 года «От всего сердца».

## Чарты
| Чарт (2025)                               | Высшая позиция |
| ----------------------------------------- | -------------- |
| Канада (Billboard Canadian Hot 100)       | 79             |
| Мир (Billboard Global 200)                | 123            |
| Новая Зеландия (RMNZ)                     | 15             |
| Великобритания (OCC UK Singles Downloads) | 61             |
| Великобритания (UK Singles Chart, OCC)    | 100            |
| Великобритания (UK Singles Sales, OCC)    | 63             |
| США (Billboard Hot 100)                   | 97             |

## История выхода
| Регион | Дата          | Формат                     | Лейбл                                         | Ссылка |
| ------ | ------------- | -------------------------- | --------------------------------------------- | ------ |
| Мир    | 14 марта 2025 | Digital download streaming | SMG Music LLC Friends Keep Secrets Interscope | [ 7 ]  |
| США    | 20 марта 2025 | 7-inch vinyl               | SMG Music LLC Friends Keep Secrets Interscope | [ 8 ]  |